# Конеліт
Конеліт — рідкісний мінерал, водний хлорсульфат Cu19(OH)32(SO4)Cl4·3H2O, що кристалізується в гексагональній системі. Він зустрічається у вигляді пучків дуже тендітних голчастих кристалів тонкого блакитного кольору та асоціюється з іншими мідними мінералами вторинного походження, такими як куприт і малахіт. Його прояви в Корнуоллі, Англія, були помічені Філіпом Рашлеєм в 1802 році, а вперше його хімічно дослідив професор Артур Коннелл FRSE в 1847 році, на честь якого він і названий.
Типовою місцевістю є копальня «Wheal Providence» у Карбіс-Бей, Корнуолл. За межами Корнуолла конеліт було виявлено в понад 200 локаціях по всьому світу, включаючи Намакваленд у Південній Африці та Бісбі, штат Арізона (США).

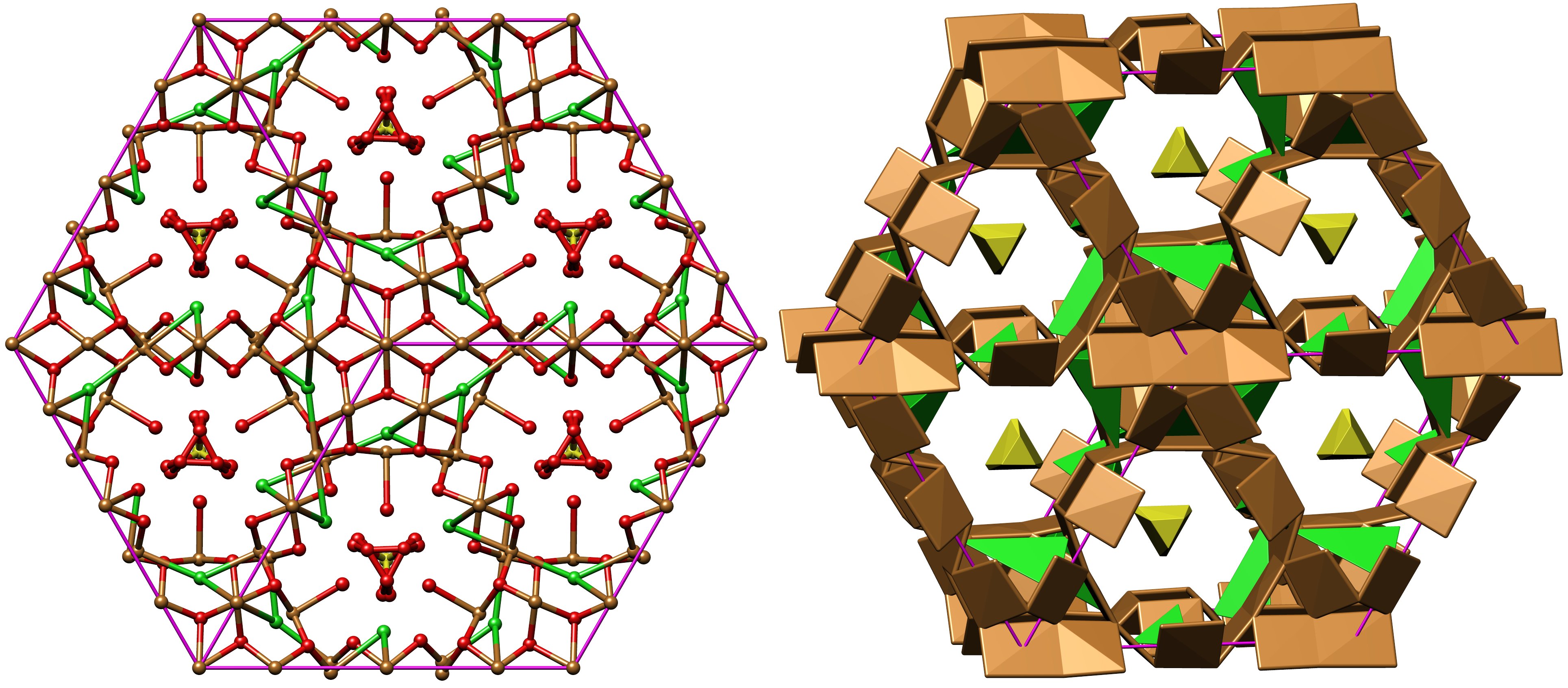
Кристалічна структура конеліту: Код кольорів: Cu: мідний, S: олива, O: червоний, Cl: зелений; комірка: пурпуровий.